# Laetmatophilus armatus
Laetmatophilus armatus är en kräftdjursart som beskrevs av Norman 1869. Laetmatophilus armatus ingår i släktet Laetmatophilus och familjen Podoceridae. Inga underarter finns listade i Catalogue of Life.